# Cigognola
Cigognola (lombardul: Saugnöla) település Olaszországban, Lombardia régióban, Pavia megyében. Lakosainak száma 1296 fő (2023. január 1.). Cigognola Broni, Canneto Pavese, Castana és Pietra de’ Giorgi községekkel határos.

## Népesség
A település lakossága az elmúlt években az alábbi módon változott:
| Lakosok száma | 1336 | 1317 | 1296 |
|               | 2017 | 2018 | 2023 |